# 99941 Lonniewege
99941 Lonniewege è un asteroide della fascia principale. Scoperto nel 2003, presenta un'orbita caratterizzata da un semiasse maggiore pari a 2,6974580 au e da un'eccentricità di 0,1482012, inclinata di 13,31485° rispetto all'eclittica.